# Château de Cigogne
 (novembre 2023).
- Si vous ne connaissez pas le sujet, laissez ce bandeau (vous pouvez alors contacter les auteurs).
- Si vous supprimez le contenu mis en cause (vous pouvez préalablement contacter les auteurs),

argumentez précisément cette suppression dans la page de discussion
(un manque de référence n'est pas un argument ; une recherche réelle de référence doit avoir été effectuée, être formellement documentée).
Le château de Cigogne est un édifice situé à La Fermeté, en France.

## Localisation
Le château est situé sur le territoire de la commune de La Fermeté, située dans le département de la Nièvre en région Bourgogne-Franche-Comté.

## Description
Le château de Cigogne est une ancienne maison forte, dont il ne reste qu’une bâtisse bourgeoise, une belle tour datée du XVe siècle, remaniée et une tourelle, avec un escalier de style Renaissance, flanquée d'une bretèche. Les linteaux des fenêtres sont en pierre sculptées et ornées de cigognes[source insuffisante].

## Historique
En 1349, le fief de Cigogne est dans les titres décrit comme, appartenant à Louis de Mary, écuyer, fils de Dreux de Marie, chevalier, sire de Mary de Cigoignes et de Sency[réf. nécessaire].
Du XVe siècle au XVIIe siècle, Cigogne est aux mains de la famille Bolacre qui donna successivement au Nivernais, un brigandinier de l'armée du comte, un président de la chambre des comptes de Nevers, un lieutenant général au bailliage et un procureur du roi[réf. nécessaire].
Au XVIIe siècle, Cigogne passa par alliance au marquis de Rémigny de Joux, Seigneur de Dumphlun,( Billy-Chevannes) dont les descendants le possédaient encore en 1789[source insuffisante]. 
Il fait l'objet d'une inscription partielle au titre des monuments historiques par arrêté du 4 octobre 1932.